# Bệnh TGE
Bệnh TGE (Transmissible Gastroenteritis), còn gọi là bệnh viêm dạ dày ruột truyền nhiễm, là một bệnh truyền nhiễm Coronavirus gây ra trên lợn.

## Đặc điểm dịch tễ
Coronavirus có sức đề kháng yếu, dễ bị tiêu diệt bởi ánh sáng mặt trời trong vòng vài giờ, rất nhạy cảm với các chất sát trùng, chịu nhiệt kém nhưng lại rất ổn định ở nhiệt độ lạnh.
Khi xâm nhập vào cơ thể qua đường miệng – mũi, virút nhân lên ở niêm mạc của ruột non lợn, sự nhân lên này làm phá hủy lớp nhung mao ruột, làm cho lợn bị rối loạn hấp thu cấp tính, tiêu chảy dữ dội, mất nhiều nước, chất điện giải và chết nhanh.
Bệnh sảy ra trên mọi lứa tuổi lợn, nhưng cảm thụ mạnh nhất và tử vong cao nhất là lợn con theo mẹ từ 1-2 tuần đầu.

## Triệu chứng
Lợn con theo mẹ mắc bệnh lười bú, lạnh nên nằm tụm lại bên lợn mẹ, tiêu chảy kèm với ói mửa, phân rất lỏng, tanh, màu vàng có sữa không tiêu, khát nhiều nước, lợn gầy sút rất nhanh trong vài ngày. Lợn con mắc bệnh tỷ lệ tử vong rất cao, hầu hết lợn dưới 7 ngày tuổi sẽ chết sau 2-7 ngày; heo trên 3 tuần tuổi sẽ sống sót nhưng bị còi cọc.
Ở lợn sau cai sữa và lợn thịt, tỷ lệ bệnh và chết thấp, triệu chứng không rõ rệt, chỉ tiêu chảy, ăn ít, chậm lớn.
Lợn nái mắc bệnh có biểu hiện thường không rõ ràng, lợn nái cho sữa có thể sốt, ói mửa, mất sữa, gầy sút.
Khi mổ khám lợn bệnh, trong dạ dày chứa sữa không tiêu, có thể xuất huyết hoặc xung huyết niêm mạc dạ dày hầu hết là vùng hạ vị; viêm ruột, ruột non căng phồng, chứa nhiều chất lỏng màu vàng có nhiều bọt và sữa không tiêu đóng cục, thành ruột rất mỏng do bất dưỡng nhung mao ruột đặc biệt là không tràng và hồi tràng.

## Điều trị
Bệnh do virut gây ra nên chưa có thuốc điều trị đặc hiệu, việc kiểm soát vệ sinh và chữa trị triệu chứng trên lợn sẽ giới hạn thiệt hại. Khi lợn mắc bệnh, cần tăng cường tác dụng của hệ miễn dịch không đặc hiệu để phòng và trị bệnh; tích cực cung cấp những loại nước có chất điện giải như AT110-ELECTROLYTES, cung cấp nước sinh lý mặn hay ngọt bằng đường phúc mạc; dùng kháng sinh để ngăn ngừa và giảm bệnh thứ phát.